# 中国电影导演协会2013年度表彰大会
中国电影导演协会2013年度表彰大会是中国电影导演协会对2013年中国电影给予的表彰。2014年3月17日公布入围名单，共20部电影作品。3月24日晚举行提名晚宴，公布提名名单，4月9日表彰大会在北京举行。
本届表彰中，年度导演和年度影片两项空缺，对此终评委员会主席冯小刚表示是自己和黄健中、田壮壮、何平、尹力、王小帅、徐静蕾、杜家毅、张一白等终评委反复讨论的结果，“我们一致认为，中国电影导演协会的年度表彰不应该以自娱自乐、皆大欢喜为目的。如今的中国电影需要的不是安慰，而是一个更高的标准——一个大家努力地踮起脚才能够达到的标准。”“在我们看来，空缺意味着对中国电影更大的期许和更高的要求。”

## 表彰項目
评委会表彰
- 年度导演
- 年度影片
- 年度男演员
- 年度女演员
- 年度青年导演
- 年度编剧
- 年度评委特别表彰

执委会表彰
- 年度杰出贡献
- 年度港台导演

## 评委会
初评委员会
王小帅（主席）、路学长、郑大圣、李玉、程耳。
终评委员会
冯小刚（主席）、黄健中、田壮壮、何平、尹力、王小帅。

## 入围作品
- 《告诉他们，我乘白鹤去了》
- 《她们的名字叫红》
- 《止杀令》
- 《魁拔之大战元泱界》
- 《愤怒的小孩》
- 《致我们终将逝去的青春》
- 《我的影子在奔跑》
- 《警察故事2013》
- 《伊犁河》
- 《厨子戏子痞子》
- 《萧红》
- 《青春派》
- 《无人区》
- 《有人赞美聪慧，有人则不》
- 《天注定》
- 《北京遇上西雅图》
- 《蓝色骨头》
- 《有种》
- 《狗十三》
- 《今天明天》

## 提名及表彰名单
为最终表彰获得者
年度导演和年度影片两项表彰空缺
| 表彰项目         | 姓名                                     | 电影                       |
| ---------------- | ---------------------------------------- | -------------------------- |
| 年度导演         | 宁浩                                     | 《无人区》                 |
| 年度导演         | 薛晓路                                   | 《北京遇上西雅图》         |
| 年度导演         | 赵薇                                     | 《致我们终将逝去的青春》   |
| 年度导演         | 霍建起                                   | 《萧红》                   |
| 年度导演         | 管虎                                     | 《厨子戏子痞子》           |
| 年度影片         | -                                        | 《北京遇上西雅图》         |
| 年度影片         | -                                        | 《无人区》                 |
| 年度影片         | -                                        | 《致我们终将逝去的青春》   |
| 年度影片         | -                                        | 《萧红》                   |
| 年度影片         | -                                        | 《告诉他们，我乘白鹤去了》 |
| 年度编剧         | 薛晓路                                   | 《北京遇上西雅图》         |
| 年度编剧         | 李樯                                     | 《致我们终将逝去的青春》   |
| 年度编剧         | 述平、邢爱娜、崔斯伟、王红卫、尚可、宁浩 | 《无人区》                 |
| 年度编剧         | 李睿珺                                   | 《告诉他们，我乘白鹤去了》 |
| 年度编剧         | 乙福海、苏小卫                           | 《萧红》                   |
| 年度青年导演     | 李睿珺                                   | 《告诉他们，我乘白鹤去了》 |
| 年度青年导演     | 赵薇                                     | 《致我们终将逝去的青春》   |
| 年度青年导演     | 黄雷                                     | 《愤怒的小孩》             |
| 年度青年导演     | 杨瑾                                     | 《有人赞美聪慧，有人则不》 |
| 年度女演员       | 汤唯                                     | 《北京遇上西雅图》         |
| 年度女演员       | 宋佳                                     | 《萧红》                   |
| 年度女演员       | 秦海璐                                   | 《青春派》                 |
| 年度女演员       | 余男                                     | 《无人区》                 |
| 年度女演员       | 张静初                                   | 《我的影子在奔跑》         |
| 年度男演员       | 徐峥                                     | 《无人区》                 |
| 年度男演员       | 吴秀波                                   | 《北京遇上西雅图》         |
| 年度男演员       | 黄渤                                     | 《无人区》                 |
| 年度男演员       | 黄觉                                     | 《萧红》                   |
| 年度男演员       | 赵又廷                                   | 《致我们终将逝去的青春》   |
| 年度评委特别表彰 | 崔健                                     | -                          |
| 年度杰出贡献     | 滕文骥                                   | -                          |
| 年度杰出贡献     | 郑洞天                                   | -                          |
| 年度杰出贡献     | 陈凯歌                                   | -                          |
| 年度杰出贡献     | 黄蜀芹                                   | -                          |
| 年度港台导演     | 陈可辛                                   | 《中国合伙人》             |
| 年度港台导演     | 王家卫                                   | 《一代宗师》               |
| 年度港台导演     | 周星驰                                   | 《西游降魔篇》             |